# L'Or des mers
Pour plus de détails, voir Fiche technique et Distribution.
L´Or des mers est un film documentaire de Jean Epstein réalisé en Bretagne en 1932, sorti le 5 mai 1933. Il s’agit d’une docufiction, plus spécifiquement d’une ethnofiction : un essai cinématographique d’anthropologie visuelle sans méthode scientifique d'une durée de 73 minutes.
Après Finis Terrae et Mor´vran, dans un style de fiction documentaire, à la manière de Robert Flaherty, Epstein raconte dans L'Or des Mers la vie quotidienne des habitants de l'île d'Hoëdic dans le Morbihan, au large de Quiberon, vue à travers une légende fantastique et une intrigue amoureuse, interprétés par les autochtones eux-mêmes.
Un documentaire, Reflux, réalisé en 1982 par Patrick Le Gall, raconte l'histoire de cette production et la rencontre, 50 ans plus tard, des acteurs survivants avec ce film qu'ils n'avaient jamais vu, car le film fut terminé au moment où le parlant s'imposait sur les écrans.

## Fiche technique
- Affiche : Jean-Adrien Mercier